# Close Combat III: The Russian Front
Close Combat III: The Russian Front (tạm dịch: Chiến đấu gần - Mặt trận nước Nga) là tựa game chiến thuật thời gian thực do hãng Atomic Games phát triển và Microsoft Game Studios phát hành vào ngày 31 tháng 12 năm 1998. Đây là phần thứ ba của dòng game Close Combat và nhận được sự hoan nghênh rất cao từ nhiều tổ chức, chẳng hạn như GameSpot, IGN, và Computer Games Magazine. Trò chơi xoay quanh Mặt trận phía Đông trong Thế chiến II, và đưa người chơi từ cuộc xâm lược Liên Xô năm 1941 cho đến trận chiến cuối cùng ở Berlin năm 1945.

## Lối chơi
Close Combat III giúp người chơi luyện tập khả năng tư duy trên diện rộng, một chút kiến thức về chiến thuật quân sự, khí tài, cách quan sát sa bàn chiến đấu. Người chơi có thể chọn vai cho mình là tướng Stavka bên phía Liên Xô hoặc là tướng Wehrmacht của phía Đức Quốc xã. Để giành lấy chiến thắng trong một trận đánh, người chơi phải biết phối hợp và bố trí thích hợp cho từng đơn vị chiến đấu sao cho các đơn vị đều phát huy hết khả năng và tránh những tổn thất cho toàn quân. Sau mỗi trận đánh, game sẽ căn cứ vào số tù binh người chơi bắt sống hoặc tiêu diệt được, số vũ khí tịch thu, số xe tăng phá hủy cũng như số thương vong, hy sinh bên lực lượng của người chơi để cho điểm cả hai bên. Khi đạt đủ điểm cần thiết thì người chơi sẽ được "thăng quan", tặng thưởng huân chương ghi công và lên "lon". Sau đó người chơi sẽ được gửi thêm đơn vị để tương xứng với cấp bậc của mình. Hay xem xét trận đánh sắp tới đê có thể chọn cho mình đơn vị thật sự cần thiết, phù hợp. Người chơi cũng không cần phải chơi lần lượt từng màn của game.
Close Combat III còn cho phép người chơi tự thiết kế cho mình những trận đánh để đấu trí với người chơi khác. Hình ảnh được đơn giản hóa và khả năng lựa chọn phóng to/thu nhỏ vùng bản đồ sẽ giúp người chơi quan sát rõ hơn địa hình thế trận. Âm thanh trau chuốt với nhạc nền là bản anh hùng ca của Liên Xô. Người chơi còn có thể phân biệt rõ tiếng của từng loại súng. Ở phần thứ ba này, nhà sản xuất đã tập trung đầu tư nhiều hơn về tính hiện thực của trò chơi. Người chơi có thể xem cụ thể tên gọi, tiếng nổ, đặc điểm, tính năng của từng loại vũ khí mà Liên Xô và quân Đức đã sử dụng.
Trong phần giới thiệu về game, người chơi được xem lại những thước phim tư liệu về cuộc phòng thủ tại Moskva và tổng phản công của quân đội Liên Xô vào thủ đô Berlin, xóa sổ chủ nghĩa phát xít Đức. Trong mục Setting, người chơi có thể lựa chọn mức độ khó, tốc độ diễn biến của game, sử dụng tiếng Đức/Nga/Anh cho từng bên... Sau mỗi trận đánh sẽ có bảng tổng kết về số thương vong, tù binh; số mục tiêu phá hủy được của cả hai phía; khả năng thăng tiến của người chơi; ưu thế trên chiến trường của mỗi bên...

## Bối cảnh lịch sử
Sau khi hiệp ước hòa bình Đức - Nga được ký kết vào năm 1939, Stalin cho rằng quân Đức sẽ không tiến công cho đến trước năm 1944. Song bất ngờ vào tháng 6 năm 1941, Hitler ra lệnh tấn công, Liên Xô hoàn toàn bị động nên liên tiếp thất bại. Cho đến cuối tháng 7 năm 1941, Bộ chỉ huy quân Đức mạnh dạn tuyên bố rằng chiến tranh sẽ kéo dài qua mùa đông. Mùa hè năm 1941, lực lượng Liên Xô bị tổn thất nặng nề. Bộ chỉ huy quân Đức cho rằng Liên Xô không thể cầm cự được với một lực lượng như thế và quân Đức liền dồn sức cho cuộc tấn công chiếm lĩnh Moskva và Stalingrad. Thế nhưng do không lường trước thời tiết mùa đông khắc nghiệt của nước Nga nên quân Đức bị thiếu hụt quần áo ấm. Vì thế sức chiến đấu của quân Đức giảm sút đáng kể. Trong khi đó nhân dân Liên Xô đã tập trung tất cả cho tiền tuyến: phụ nữ tham gia đan áo ấm gửi tặng chiến sĩ, đặc biệt chỉ trong một thời gian ngắn Liên Xô đã tập trung mọi nguồn tài nguyên để sản xuất một số lượng khá lớn loại xe tăng mới T-34 và KV1. Dần dần ưu thế chiến trường nghiêng về Liên Xô, quân Đức bị đẩy lùi và co cụm phòng thủ trong vành đệm ngoài Moskva. Kể từ đó, Moskva không còn bị quân Đức đe dọa nữa...
Những thắng lợi của mùa đông năm 1941-1942 đã gây hưng phấn cho quân đội Liên Xô và Stalin đã vạch ra những kế hoạch hết sức táo bạo. Stalin tự tin di chuyển quân, đặc biệt là đơn vị tăng T-34 về hướng Tây nhằm chuẩn bị cho cuộc tấn công mùa xuân giải phóng Kharkov và căn cứ ở sông Donetsk. Tướng Đức là Wehrmatch cho rằng thời tiết mùa đông đã làm giảm sức chiến đấu của quân Đức nên quyết định tấn công vào mùa xuân trong khi vẫn tổ chức phòng thủ. Điều này đã đánh lừa được quân Liên Xô, kết quả là đơn vị xe tăng Đức đã chia cắt và gây tổn thất cho lực lượng quân Liên Xô. Quân Đức thừa thắng tiếp tục tiến về hướng Stalingrad. Stalingrad là một trung tâm công nghiệp và là nơi quan trọng đối với Stalin. Mùa hè năm 1942 quân Đức gần như không gặp khó khăn gì và đã chiếm được Krym, Rostov và Kavkaz. Hai bên dàn quân dọc hai bờ sông Volga, địa thế không thuận lợi cho phía Đức. Đồng thời, quân Liên Xô đã bí mật đánh ngang sườn liên quân phát xít, làm cô lập Tập đoàn quân số 6 của Đức và tiêu diệt gọn tập đoàn quân này tại Stalingrad.
Mùa đông năm 1943, Liên Xô cho rằng ưu thế sẽ thuận lợi cho mình như mùa đông năm 1942. Thế nhưng thời tiết lại không ủng hộ, mùa hè qua nhanh trong khi quân Đức được trang bị chu đáo hơn. Liên Xô tiến công cắt đứt tuyến đường sắt vận chuyển tiếp tế cho quân Đức ở phía Nam. Hitler ra lệnh cho quân Đức thực hiện chiến thuật tiến công thần tốc. Quân Đức chiếm ưu thế trên chiến trường lúc này. Đến tháng 2 năm 1943, sau chiến dịch Ngôi Sao, quân Đức mới chiếm lại Kharkov, tổ chức phòng thủ dọc con sông Donetsk và kết thúc đợt phản công của quân Liên Xô từ sau chiến thắng Stalingrad. Quân Đức gần như đã kiệt sức, đặc biệt là lực lượng chiến xa, tướng Wehrmatch tranh thủ củng cố lại lực lượng này trước khi Liên Xô kịp phục hồi. Stalin đã chuẩn bị chu đáo lực lượng cho cuộc tiến công trên diện rộng vào tháng 8. Quân Đức lui về phòng thủ bên con sông Dnepr. Thời tiết bỗng mưa lớn liên tục khiến cho quân Đức bị sa lầy và xe tăng không thể di chuyển. Tranh thủ thời cơ Stalin đã chia lực lượng thành hai hướng tấn công quân Đức. Mặc dù Hitler ra lệnh phải giữ vị trí này bằng mọi giá song cuối cùng cũng đành đồng ý cho lực lượng này rút về hợp nhất với lực lượng chính. Quân Đức buộc phải phá hủy xe tăng và các loại vũ khí hạng nặng cơ động để dễ di chuyển dồng thời tránh không cho những vũ khí này rơi vào tay quân Liên Xô.
Cho tới mùa xuân năm 1944, lực lượng phòng thủ của Nga đã bỏ ngỏ khu vực Ukraina nhằm dụ quân Đức vào bán đảo Krym. Tranh thủ thời cơ, quân Đức nhanh chóng tăng cường lực lượng và hình thành cánh quân trung tâm tại khu vực này. Bộ chỉ huy Đức nhận định rằng quân Nga sẽ tiến theo hướng Nam để giải phóng Belarussia và bố trí lực lượng tại biên giới Ba Lan nên đã đưa lực lượng chiến xa tiến về hướng Nam để tăng cường. Thế nhưng quân Nga bí mật tiến quân vòng lên phía trên. Quân Đức không hề chú ý rằng quân Liên Xô đang ở ngay trước mặt. Ngay khi nhận thấy dấu hiệu sư đoàn Panzer của Đức di chuyển về phía Nam, Liên Xô lập tức tiến công vào phòng tuyến quân Đức tại Krym. Do bố trí lực lượng không phù hợp và tương xứng với quân Liên Xô nên toàn bộ cánh quân trung tâm nhanh chóng bị tiêu diệt. Với sự phối hợp ăn ý giữa lực lượng không quân, pháo binh và bộ binh, quân Liên Xô đa từng bước đẩy lùi quân Đức về bờ sông Vistula. Cánh quân trung tâm bị tiêu diệt, lực lượng phía Bắc thì rơi vào vòng vây, bị cô lập và khống chế, kết cục dành cho quân Đức dường như đã rõ, song Hitler vẫn không tin vào điều này.
Tháng 4 năm 1945, quân Liên Xô tổng tiến công vào Berlin theo hai hướng: hai cánh quân hướng Đông và cánh quân thứ ba theo hướng Đông Bắc. Vì lo sợ rằng Đồng Minh phương Tây sẽ phá vỡ lời hứa dành trận địa Berlin cho quân Liên Xô, Stalin đã ra lệnh cho hai tướng Zhukov và Koniev chỉ huy lực lượng tiến công chạy đua gấp rút vào Berlin. Đến ngày 23 tháng 4, Stalin công nhận Zhukov là người tiến vào Berlin trước và đã tặng thưởng cho Zhukov. Đến ngày 2 tháng 5 năm 1945, toàn bộ lực lượng quân phát xít Đức đã đầu hàng, kết thúc cuộc chiến tranh giữa quân Liên Xô và phát xít Đức, giữa loài người tiến bộ và thế lực phát xít đen tối.